# Argentina-Camarões em futebol
Argentina-Camarões em futebol refere-se ao confronto entre as seleções da Argentina e de Camarões no futebol.

## Histórico
Histórico do confronto entre Argentina e Camarões no futebol profissional, categoria masculino:
| Data                | Cidade         | Jogo                 | Resultado | Competição            |
| 8 de junho de 1990  | Milão, Itália  | Argentina — Camarões | 0 – 1     | Copa do Mundo de 1990 |
| 27 de março de 2002 | Genebra, Suíça | Argentina — Camarões | 2 – 2     | jogo amigável         |

## Estatísticas
- Atualizado até 24 de julho de 2014 [3]

| Equipe    | Jogos | Vitórias | Empates | Gols marcados |
| --------- | ----- | -------- | ------- | ------------- |
| Argentina | 2     | 0        | 1       | 2             |
| Camarões  | 2     | 1        | 1       | 3             |

### Números por competição
| Competição    | Jogos | Vitórias da Argentina | Empates | Vitórias de Camarões | Gols da Argentina | Gols de Camarões |
| ------------- | ----- | --------------------- | ------- | -------------------- | ----------------- | ---------------- |
| Copa do Mundo | 1     | 0                     | 0       | 1                    | 0                 | 1                |
| Jogo amigável | 1     | 0                     | 1       | 0                    | 2                 | 2                |
| Total         | 2     | 0                     | 1       | 1                    | 2                 | 3                |

### Artilheiros
- Atualizado até 24 de julho de 2014

| Gols  | Argentina                         | Camarões                                         |
| ----- | --------------------------------- | ------------------------------------------------ |
| 1 gol | Juan Sebastián Verón, Pablo Aimar | François Omam-Biyik, Patrick Suffo, Samuel Eto'o |
| Total | 2                                 | 3                                                |